# Xã Champion, Michigan
Xã Champion (tiếng Anh: Champion Township) là một xã thuộc quận Marquette, tiểu bang Michigan, Hoa Kỳ. Năm 2010, dân số của xã này là 297 người.